# Tetragnatha rouxi
Tetragnatha rouxi este o specie de păianjeni din genul Tetragnatha, familia Tetragnathidae. A fost descrisă pentru prima dată de Lucien Berland în anul 1924.
Este endemică în New Caledonia. Conform Catalogue of Life specia Tetragnatha rouxi nu are subspecii cunoscute.